# Associazione vegetariana italiana
L'Associazione vegetariana italiana (AVI) è un'associazione senza scopo di lucro italiana. Si occupa di diffondere gli ideali vegetariani e vegani.
È stata fondata il 12 settembre 1952 da Aldo Capitini, Edmondo Marcucci e Emma Thomas con il nome "Società vegetariana italiana" al termine di un congresso dedicato all'argomento e con sede a Roma.
Nel 1968 alla morte di Capitini la sede si trasferisce a Milano, luogo dove viveva il nuovo presidente Ferdinando Delor che nel 1970 cambiò il nome in quello attuale. Delor avviò la pubblicazione della rivista L'idea vegetariana, trimestrale uscito fino al 2001 e cercò di promuovere l'inserimento di questa associazione nel movimento vegetariano europeo e anche mondiale, avvenuto negli anni successivi.
L'associazione ha anche organizzato il primo congresso vegetariano a livello europeo.